# موسیقی سمفونیک ایرانی
موسیقی سمفونیک ایرانی یا موسیقی چندصدایی (پولیفونیک) ایرانی به آثار موسیقی گفته می‌شود که برای گروه‌ها و ارکسترهای موسیقی کلاسیک غرب ساخته می‌شود ولی بر پایه یا ملهم از موسیقی کلاسیک یا محلی ایران است. موسیقی سمفونیک ایرانی می‌تواند به آثار آهنگسازان غیر ایرانی که فضای ایرانی دارد نیز گفته شود؛ مانند «مجموعه ایرانی» (Persian Set) از هنری کاول، آهنگساز آمریکایی.

## پیشینه
از زمان بنیاد گرفتن شعبه موسیقی در مدرسه دارالفنون و ارتباط نوازندگان ایرانی با موسیقی اروپایی، شماری از آهنگسازان ایرانی که عموماً در خارج از ایران به تحصیل موسیقی پرداخته بودند به ساخت کارهایی با الهام از موسیقی ملی و محلی ایران در فرم‌های موسیقی غربی پرداختند. ظاهراً نخستین آثار در این زمینه، آثاری است از غلامحسین مین‌باشیان و غلامحسن مین‌باشیان که در حدود سال‌های ۱۳۱۰ ساخته شده‌اند. در بروشورهای برجای مانده از دوران فعالیت ارکستر هنرستان موسیقی در تهران، نام اثری به نام «رقص ایرانی» به چشم می‌خورد که به رهبری غلامحسن مین‌باشیان اجرا شده‌است.
چندی بعد، مستقل از جریان در ایران، امین الله حسین در فرانسه، در شیوه خاص خود به آفرینش آثاری مشغول بود مانند «خرابه‌های پارسه» (The Ruins of Persepolis) و «مینیاتورهای ایرانی» (Persian Miniatures) که ظاهراً بیشتر از بابت الهام برای ساخت اثر تحت تأثیر تاریخ ایران باشد تا موسیقی ایرانی.
در ایران اما ساخت آثار سمفونیک ایرانی توسط پرویز محمود، روبیک گریگوریان، مرتضی حنانه و کمی بعد توسط ثمین باغچه‌بان، امانوئل ملیک اصلانیان، هوشنگ استوار، هرمز فرهت و حسین ناصحی دنبال شد.
از آهنگسازان سال‌های بعد باید به به احمد پژمان، حسین دهلوی، محمدتقی مسعودیه، علیرضا مشایخی و شاهین فرهت اشاره کرد. 
دربارهٔ موسیقی سمفونیک/پولیفونیک ایرانی مقاله‌های اندکی توسط علیمحمد رشیدی، پژمان اکبرزاده و ... به زبان پارسی نوشته شده‌است. منوچهر صهبایی، رهبر ارکستر، نیز در سال ۱۹۹۹ پایان‌نامه موسیقی‌شناسی خود در دانشگاه استراسبورگ (فرانسه) را با موضوع «موسیقی پولیفونیک ایرانی ۱۸۶۸ - ۱۹۹۸» (La Musique Polyphonic Persane: 1868-1998) به زبان فرانسوی ارئه کرده‌است.